# Spara forte, più forte... non capisco
Spara forte, più forte... non capisco («Dispara fuerte, más fuerte... no lo entiendo» en español, conocida como Dispara fuerte, más fuerte... no lo entiendo en España y Un asesino y una mujer en Hispanoamérica) es una película policiaca italiana de 1966 dirigida por Eduardo De Filippo, quien adaptó el guion de su obra.

## Argumento
Alberto Saporito es un vendedor de fuegos artificiales que crea extrañas esculturas en su tiempo libre. Vive con su tío Nicola, un hombre que ha dejado de hablar durante 50 años en protesta contra la humanidad, y que solo se comunica con Alberto a través de tallados en barriles.
Una tarde Alberto conoce casualmente a la bella Tania, para quien el hombre promete hacer una escultura. De repente se escucha una explosión: es el tío Nicola, que está perturbando la paz en el condominio, lo cual está molestando a Alberto. Este último, en un intento de justificar a su tío, se encuentra en la casa de los señores Cimmaruta, cuya señora Matilde es quiromántica. También está presente en la casa Aniello Amitrano, un viejo conocido de Alberto que le advierte que quiere encontrarse con él para esa noche. Alberto espera pacientemente al hombre en su casa, cuando de repente escucha ruidos. No es Aniello, sino Pasquale Cimmaruta, esposo de Matilde, quien cruza la casa de Alberto con una bicicleta en la mano. Alberto, al oír entonces risas, sube al balcón de la casa de Cimmaruta y ve, dentro de la casa, a la tía Rosa que, con la complicidad de sus sobrinos Luigi y Elvira, mueve un armario y esconde un guante ensangrentado y el maletín de Aniello Amitrano en una caja fuerte.
Conmocionado, Alberto inmediatamente sospecha que Amitrano ha sido asesinado, por lo que inmediatamente sale de la casa y le pide a Tania que lo lleve, quien está allí con su automóvil. En el auto, sin embargo, está el otro guante de Aniello. Alberto llega a la casa de Amitrano, aquí recibido con todos los honores por su esposa. Pero la casa también es extraña: todas las sillas están apiladas y dentro se está celebrando una fiesta. La esposa de Amitrano le hace entender a Alberto que su esposo aún no ha regresado a casa, por lo que el hombre sale de la casa para encontrarse nuevamente con Pasquale Cimmaruta escondiendo algunas cosas en un azulejo en la calle. Alberto levanta el azulejo y dentro encuentra el abrigo ensangrentado de Amitrano y el arma homicida, un cuchillo. Sin embargo, el hombre es descubierto por el Sr. Cimmaruta, quien lo golpea con un puño.
Alberto se despierta, convencido de que se ha desmayado por el puñetazo de Cimmaruta, e inmediatamente corre a la policía para denunciar el crimen a toda la familia. Así, son detenidos marido, mujer, tía, hijos y sirvienta. Excepto que cuando el hombre va a mostrarle a la policía la supuesta evidencia escondida detrás del armario, no encuentra nada. Alberto sale del apartamento e inmediatamente se dirige a la casa de Amitrano, descubriendo que en su lugar hay una escuela de mecanografía. Al darse cuenta de que solo había soñado con el presunto asesinato de Amitrano, acude a la policía para retirar la denuncia. Aquí, sin embargo, se encuentra con Tania, quien le dice a la policía que ella realmente le dio un aventón a Alberto esa noche. Además, se encontró un cadáver sin cabeza, probablemente el de Amitrano, y su esposa lo reconoce.
La familia sale de prisión y al final Tania confiesa que dio falso testimonio, convencida de que Alberto necesitaba una coartada. De regreso a casa, Alberto se encuentra con Aniello Amitrano, quien no está muerto sino que solo fingió estarlo para no ser asesinado por sus enemigos, y ahora le pide a Alberto su pasaporte para escapar al extranjero. Sin embargo, Alberto logra encerrarlo en su sótano y llamar a la policía, convencido de que tiene pruebas que exonerarán a la familia Cimmaruta.
El tío Nicola enciende una serie de barriles que explotan todas las casas del barrio. Al final, la casa de Alberto explota y Aniello Amitrano muere, esta vez de verdad. Ahora que se ha desvanecido una nueva posibilidad de justicia, a Alberto no le queda más remedio que huir, junto con Tania.

## Reparto
- Marcello Mastroianni - Alberto Saporito.
- Raquel Welch - Tania Montini.
- Guido Alberti - Pascual Cimmaruta.
- Leopoldo Trieste - Carlo Saporito.
- Tecla Scarano - Tía Rosa Cimmaruta.
- Eduardo De Filippo - Tío Nicola.
- Rosalba Grottesi - Elvira Cimmaruta.
- Paolo Ricci - Aniello Amitrano.
- Regina Bianchi - Rosa Amitrano.
- Franco Parenti - Inspector jefe de policía.
- Angela Luce - Hermosa mujer.
- Silvano Tranquilli - Teniente Bertolucci.
- Pina D'Amato - Matilde Cimmaruta.
- Carlo Bagno - Mariscal Bagnacavallo.
- Pia Morra - sirvienta.
- Gino Minopoli - Luigi Cimmaruta.
- Alberto Bugli - Subinspector de Policía.
- Ignazio Spalla - Carmelo Vitiello.

## Producción
La película fue la primera de un acuerdo de tres películas entre Joe E. Levine y Marcello Mastroianni. Levine llamó a la estrella «la personalidad más buscada en la actualidad» y dijo que ganaría «mucho más dinero que nunca antes». Levine dijo que el título de la nueva película «se pensó... en el acto... Esta es una era de títulos», dijo Levine sobre el título de la película.
Se rodó en exteriores de Nápoles y en los estudios Cinecittà de Roma en septiembre de 1966. Fue uno de los primeros papeles destacados de Raquel Welch, quien en esa etapa era más conocida por sus fotografías en revistas que por su actuación. «Raquel ha resultado ser muy buena, sobre todo para la comedia», dijo Mastroianni. «Y la comedia es mucho más difícil que el drama».
Según los informes, Levine proporcionó $ 1 350 000 del presupuesto. La tarifa de Welch fue de $ 65 000 y Mastroianni recibió $ 600 000.

## Recepción
Los Angeles Times dijo que la película era «tan apetecible como un trozo de pizza prefabricada rancia ... larga y aburrida ... nunca se desataron tantos fuegos artificiales en una película tan inútil». El Chicago Tribune la calificó como un «desastre tedioso y terrible... un fracaso desastroso».